# گلیب (ویرجینیای غربی)
گلیب (به انگلیسی: Glebe) یک منطقهٔ مسکونی در ایالات متحده آمریکا است که در شهرستان همپشر، ویرجینیای غربی واقع شده‌است.